# Stictoptera melanistella
Stictoptera melanistella är en fjärilsart som beskrevs av Embrik Strand 1917. Stictoptera melanistella ingår i släktet Stictoptera och familjen nattflyn. Inga underarter finns listade i Catalogue of Life.